# Квинт Цецилий Метел Непот (консул 98 пр.н.е.)
Вижте пояснителната страница за други личности с името Квинт Цецилий Метел.
Квинт Цецилий Метел Непот (на латински: Quintus Caecilius Metellus Nepos; * 135 пр.н.е.; † 55 пр.н.е.) e политик на късната Римска република.

## Биография
Син е на Квинт Цецилий Метел Балеарик (консул 123 пр.н.е.) и внук на Квинт Цецилий Метел Македоник. Брат е на Цецилия Метела Балеарика и Цецилия Метела Балеарика Младша, съпруга на Апий Клавдий Пулхер (консул 79 пр.н.е.).
Той се жени за Лициния Краса, майка на неговите синове. Когато започнал връзката си с Лициния, тя била женена за Квинт Муций Сцевола (понтифекс) и има с него дъщеря Муция Терция, която става третата съпруга на Помпей Велики. Когато връзката им се разкрива, Лициния е изгонена, но Квинт веднага се развежда и се жени за нея за по-малко от една седмица. Този скандал е споменаван в много източници.
През 98 пр.н.е. Квинт е избран за консул заедно с Тит Дидий. Те издават закона Lex Caecilia Didia.

## Деца
- Квинт Цецилий Метел Целер (консул 60 пр.н.е.)
- Квинт Цецилий Метел Непот (консул 57 пр.н.е.)
- Цецилия Метела Целер, съпруга на Публий Корнелий Лентул Спинтер (консул 57 пр.н.е.)